# Žernovnická hrásť
Žernovnická hrásť je geomorfologický podcelek Boskovické brázdy, na rozhraní okresů Brno-venkov a Blansko v Jihomoravském kraji, přibližně mezi Tišnovem a Černou Horou. Hrástí prochází rozvodí mezi Svratkou (Lubě) a Svitavou (Býkovka). Jde o členitou zónu oddělující od sebe sníženiny Oslavanskou brázdu a Malou Hanou, a také výše položené vrchoviny Hornosvrateckou a Drahanskou. 
Přechodný charakter toho území dokládá i fakt, že původně bylo geomorfologicky řazeno jako součást Českomoravské vrchoviny (celek Hornosvratecká vrchovina) a teprve posléze bylo přičleněno k Boskovické brázdě, která tím byla scelena do souvislého území.
Žernovnická hrásť je řídce zalidněná, nachází se zde jen malé vesnice. Vede přes ni silnice II/377 z Černé Hory do Tišnova. Je plánováno tudy postavit silnici I/73.

## Sídla
Brťov-Jeneč, Bukovice, Dlouhá Lhota, Hájek, Hluboké Dvory, Lubě, Malá Lhota, Rohozec, Skalička, Unín, Zhoř, Žernovník; okrajově Černá Hora, Jamné, Újezd u Černé Hory, Všechovice, Železné

## Zajímavosti
- Přírodní památka Krkatá bába
- Přírodní park Lysicko (část)
- zřícenina hradu Trmačov
- rozhledna Žernovník
- partyzánský památník u Hlubokých Dvorů